# خوليو مارتينيز (لاعب كرة قدم)
خوليو مارتينيز (بالإسبانية: Julio Martínez)‏ هو لاعب كرة قدم إسباني في مركز الوسط، ولد في 2 نوفمبر 2000 في ركانة (بلنسية) في إسبانيا. لعب مع نادي مالقا.

## وصلات خارجية
- خوليو مارتينيز (لاعب كرة قدم) على موقع قاعدة بيانات كرة القدم.إي يو (الإنجليزية)
- خوليو مارتينيز (لاعب كرة قدم) على موقع Soccerway.com (الإنجليزية)